# Edifício Jornalista Roberto Marinho
Edifício Jornalista Roberto Marinho é um prédio que serve como sede da TV Globo São Paulo e que está localizado no município de São Paulo, Brasil. Foi nomeado em homenagem ao jornalista Roberto Marinho, o fundador da Rede Globo. O edifício está integrado com outras 17 áreas e abriga o departamento comercial da emissora, um auditório de convenções e um estúdio panorâmico.
O prédio foi inaugurado em 26 de abril de 2007, quando também foi inaugurada a rua Evandro Carlos de Andrade, onde fica a nova portaria da sucursal paulistana. O nome da rua é uma homenagem ao ex-diretor de jornalismo da empresa. Com 12 andares e 3 subsolos, o novo edifício se junta aos dois outros núcleos da TV Globo São Paulo no bairro do Brooklin: o de jornalismo e o de produção.
O presidente do Grupo Globo, Roberto Irineu Marinho, filho do fundador da empresa, comentou a homenagem ao pai na inauguração do novo prédio. "Roberto Marinho foi um brasileiro que em sua vida longa e produtiva testemunhou inúmeras crises sem nunca deixar de acreditar que, com seriedade e trabalho, o país se livraria de suas mazelas. Foi com o intuito de evocar essa mesma crença que escolhemos o nome do nosso prédio", afirmou.
Em 18 de dezembro de 2021, foi anunciado que o edifício foi vendido para a Vinci Real Estate por R$ 522 milhões. Mesmo com a venda, o Grupo Globo continuará utilizando as instalações através de um contrato de locação.